# 山下和人
山下 和人（やました かずと、1986年6月28日 - ）は、日本の元ラグビー選手。

## プロフィール
- 福岡県出身[1]。
- ポジションはロック(LO)。
- 身長 192cm、体重 98kg
- ニックネームは山ピー。

## 略歴
2005年、九州高校卒業後、福岡工業大学に入る。
2009年、福岡工業大学卒業後、九州電力キューデンヴォルテクスに加入。
2010年9月4日に行われたトップキュウシュウA第6節のJR九州サンダース戦に先発出場で公式戦初出場を果たした。
2022年、現役を引退した。